# Battle Lake
Battle Lake és una població dels Estats Units a l'estat de Minnesota. Segons el cens del 2009 tenia 767 habitants.

## Demografia
Segons el cens del 2000, Battle Lake tenia 686 habitants, 327 habitatges, i 192 famílies. La densitat de població era de 220,7 habitants per km².
Dels 327 habitatges en un 23,2% hi vivien nens de menys de 18 anys, en un 49,8% hi vivien parelles casades, en un 6,7% dones solteres, i en un 41% no eren unitats familiars. En el 39,1% dels habitatges hi vivien persones soles el 26,3% de les quals corresponia a persones de 65 anys o més que vivien soles. El nombre mitjà de persones vivint en cada habitatge era de 2,1 i el nombre mitjà de persones que vivien en cada família era de 2,79.
Per edats la població es repartia de la següent manera: un 21,7% tenia menys de 18 anys, un 4,4% entre 18 i 24, un 20,8% entre 25 i 44, un 21% de 45 a 60 i un 32,1% 65 anys o més.
L'edat mediana era de 48 anys. Per cada 100 dones de 18 o més anys hi havia 78,4 homes.
La renda mediana per habitatge era de 25.000 $ i la renda mediana per família de 36.250 $. Els homes tenien una renda mediana de 27.333 $ mentre que les dones 20.313 $. La renda per capita de la població era de 17.269 $. Entorn del 8,6% de les famílies i el 13,3% de la població estaven per davall del llindar de pobresa.

## Poblacions més properes
El següent diagrama mostra les poblacions més properes.